# Абенаки (язык)

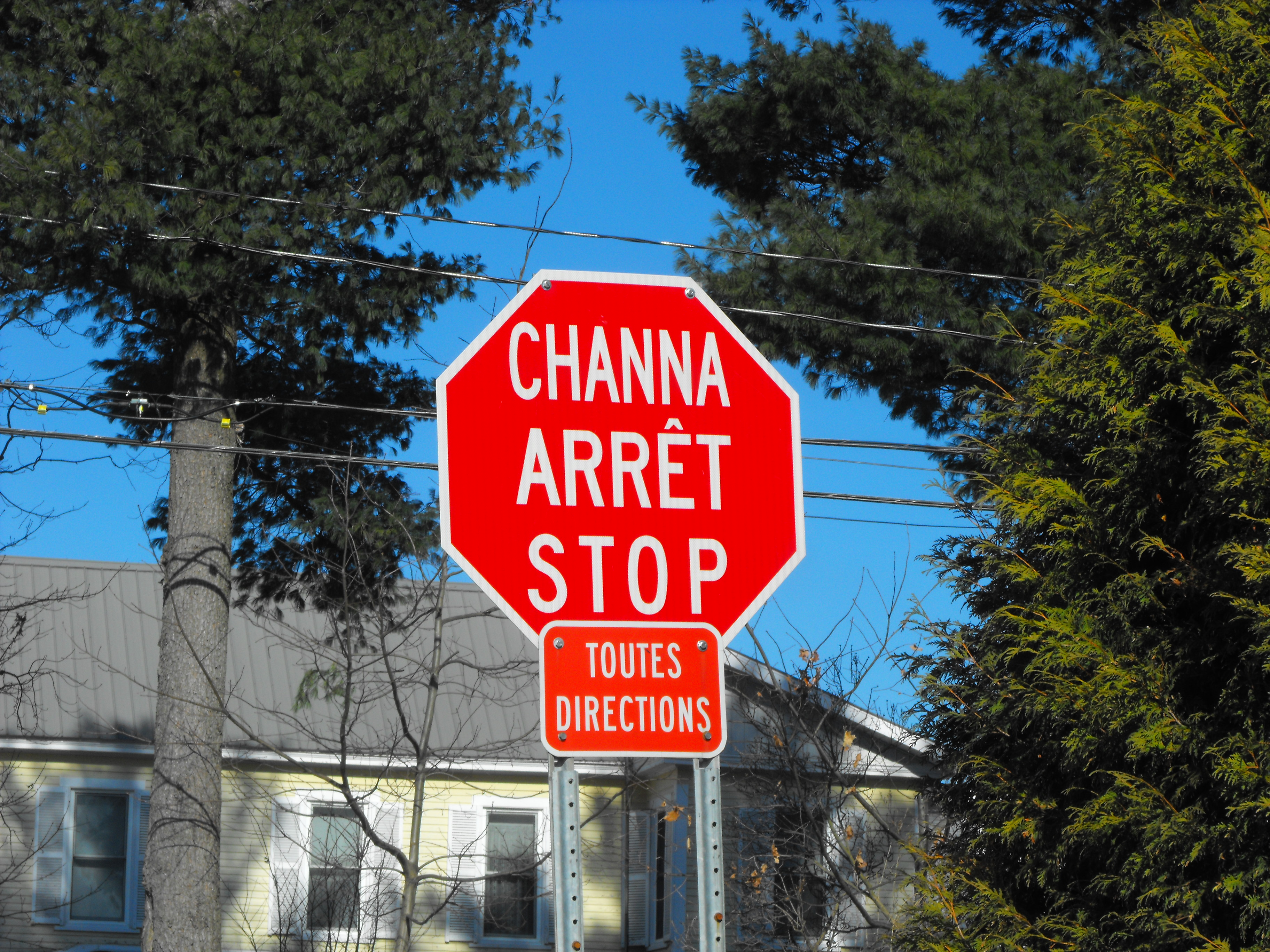
Знак STOP на языках абенаки, французском и английском (сверху вниз)

Абенаки (абнаки) — термин, объединяющий несколько диалектов, на которых говорят индейцы племени абенаки. Исторически язык абенаки использовался на территории современных американских штатов Вермонт, Нью-Гэмпшир и Мэн. Западным абенаки в настоящий момент пользуется несколько старейших жителей резервации Оданак в провинции Квебек, Канада. Восточный абенаки и его диалекты были распространены у индейцев племени пенобскот и сохранялись до недавнего времени; в настоящий момент ни одного носителя восточного абенаки не осталось, однако данные о нём сохранились.
Восточный и западный абенаки достаточно похожи, хотя имеют заметные различия в фонологии и лексике.
Кроме того существовали и другие диалекты, такие как каниба (Caniba) и арусагунтикук (Aroosagunticook), ныне вымершие, но документированные во франкоязычных материалах колониальных времён.

## Диалекты
- Восточный абенаки (Abenaki, Eastern Abenaki, Eastern Abnaki) распространён в долинах Андроскоггин-Кеннебек и Пенобскот штата Мэн.
- Западный абенаки (Abenaki, Abenaqui, St. Francis, Western Abenaki, Western Abnaki) распространён в резервации Оданак на реке Сен-Франсуа штата Квебек в Канаде, а также на северном конце озера Шамплейн штата Вермонт в США.